# 創作兒歌故事集
《創作兒歌故事集》是黎芷珊的第一張個人大碟，亦為唯一一張個人大碟，於1992年推出。這專輯是順應著專輯歌曲《望流星》在兒歌MTV榜登上第一位而推出的。
在這專輯中除了歌曲及其卡拉OK版以外，還有兩個與歌曲同名的故事，內容環繞公民教育以使兒童做一個良好的小市民。

## 曲目
| 曲序 | 曲名           | 曲   | 詞   | 編曲   | 附註 |
| 01   | 這世界         | 文狄 | 家名 | 方樹樑 |      |
| 02   | 望流星         | 文狄 | 家名 | 方樹樑 |      |
| 03   | 這世界故事     | －   | －   | －     | 故事 |
| 04   | 望流星故事     | －   | －   | －     | 故事 |
| 05   | 這世界卡拉OK版 | 文狄 | －   | 方樹樑 |      |
| 06   | 望流星卡拉OK版 | 文狄 | －   | 方樹樑 |      |

## 唱片版本
- CD版